# Refino
Refino , ou refinação ou ainda refinamento, é o processo de purificação de uma substância química obtida muitas vezes a partir de um recurso natural. Por exemplo, o petróleo queimará ao ar ou oxigênio em seu estado natural, mas não pode ser utilizado diretamente nos motores de combustão, devido à presença resíduos e componentes corrosivos, geração de subprodutos, alta viscosidade, etc. 
Muitos sólidos podem ser refinados mediante o crescimento de cristais em uma solução do material impuro; a estrutura regular do cristal tende a favorecer o material desejado e a excluir outros tipos de partículas. Este processo é chamado, quando destina-se a separar diversas substâncias, até de propriedades muitopróximas, pela cristalização, de cristalização fracionada.
Se utilizam também reações químicas para eliminar impurezas de tipos especiais.
O uso de silício e outros semicondutores em eletrônica depende de um controle preciso das impurezas, para o qual se tem desenvolvido técnicas especiales como o refino por zonas.
O vidro, após a mistura e fusão inicial de seus componentes, passa por um percurso no forno denominado igualmente refino, onde perde o máximo dos gases que ainda contenha em sua massa em fusão.
Outros materiais que podem ser refinados são os metais, os açúcares e os azeites.